# Çalışırlar, Sason
Çalışırlar là một xã thuộc huyện Sason, tỉnh Batman, Thổ Nhĩ Kỳ. Dân số thời điểm năm 2011 là 459 người.